# Tenrec musaranya cuallarg meridional
El tenrec musaranya cuallarg meridional (Microgale principula) és una espècie de tenrec musaranya endèmica de Madagascar. Els seus hàbitats naturals són els boscos humits de terres baixes tropicals o subtropicals i les montanes humides tropicals i subtropicals. Està amenaçat per la pèrdua d'hàbitat.